# Luise Kähler
Luise Kähler (Berlin, 1869 – Berlin, 1955. szeptember 22.) német politikus és szakszervezeti alkalmazott. Az akkor a Porosz Királyság részét képező Berlinben született. 1902-ben lett az SPD tagja. Kalandos politikai pálya után az NDK-ban telepedett le, ahol több fontos kitüntetést is elnyert.